# Канівська міська територіальна громада
Ка́нівська міська громада — територіальна громада в Україні, в Черкаському районі Черкаської області. Адміністративний центр — місто Канів.
Площа громади — 54 км², населення — 24 518 мешканців (2018).
Утворена 29 листопада 2018 року шляхом об'єднання Яблунівської сільської ради Канівського району та Канівської міської ради обласного значення. Згідно з розпорядженням Кабінету Міністрів України від 12.06.2020 № 728-р до складу громади була включені Конончанська, Межиріцька, Пекарівська та Хмільнянська сільські ради.

## Склад
До складу громади входять:
| Населений пункт     | Населення, осіб (1989) | Населення, осіб (2001) |
| ------------------- | ---------------------- | ---------------------- |
| Бабичі, село        | 223                    | 164                    |
| Гамарня, село       | -                      | 335                    |
| Канів, місто        | 29026                  | 26735                  |
| Кононча, село       | 970                    | 462                    |
| Лука, село          | 536                    | 413                    |
| Межиріч, село       | 1163                   | 904                    |
| Михайлівка, село    | 594                    | 420                    |
| Пекарі, село        | 716                    | 505                    |
| Хмільна, село       | 862                    | 598                    |
| Хутір-Хмільна, село | 426                    | 337                    |
| Яблунів, село       | 611                    | 483                    |